# Testigos y testimonios del genocidio armenio

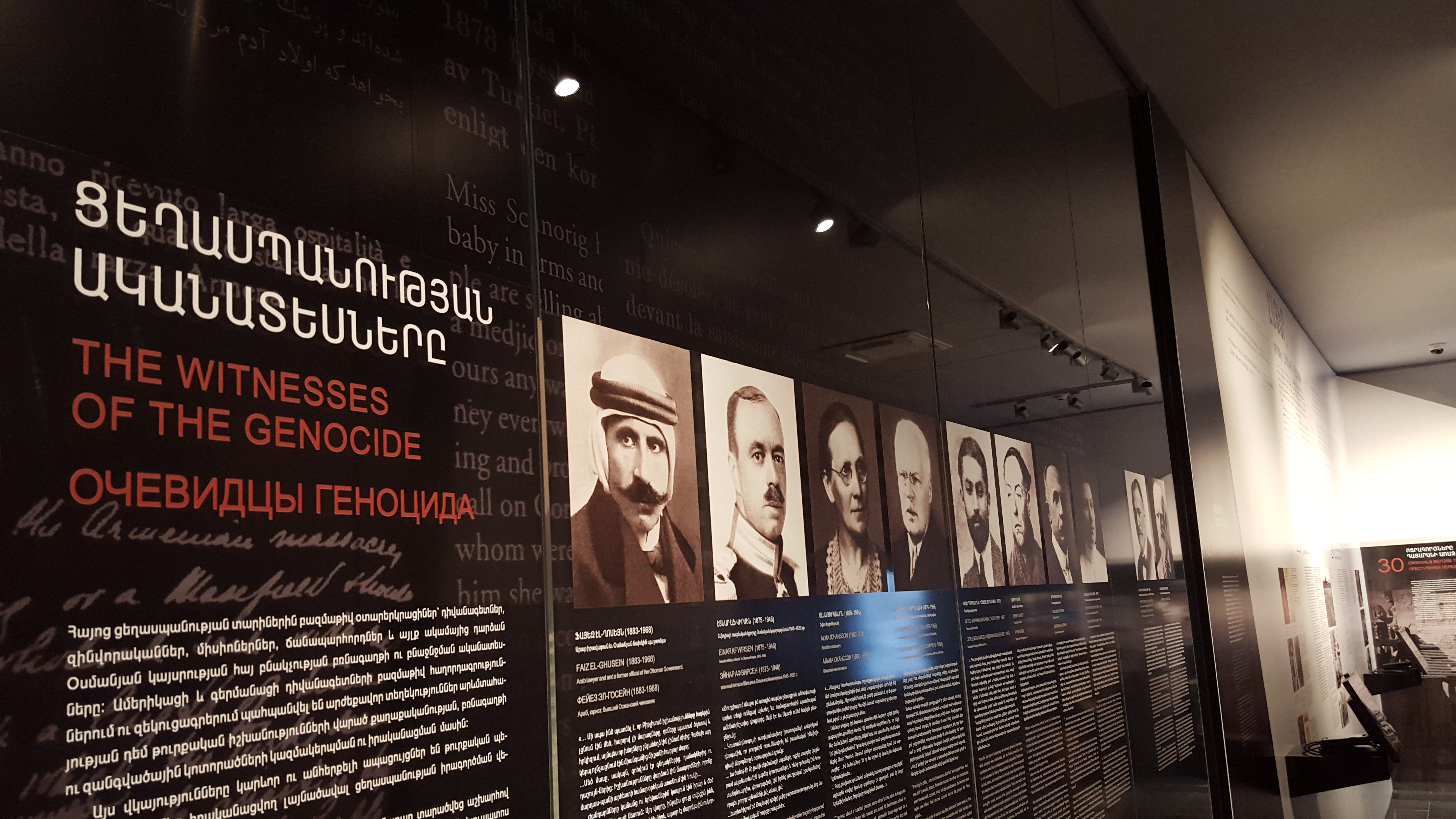
Una exposición dedicada a los testigos del genocidio en el museo del genocidio de Ereván.

Los testigos y testimonios del genocidio armenio proporcionan una visión importante y valiosa de los acontecimientos que ocurrieron durante y después del mismo. El genocidio armenio fue preparado y llevado a cabo por el gobierno otomano en 1915 y en los años siguientes. Como resultado del genocidio, hasta 1,5 millones de armenios que vivían en su tierra ancestral (en ese momento era parte del Imperio otomano) fueron deportados y asesinados.
Varios periodistas, diplomáticos, soldados, médicos, escritores y misioneros presenciaron el genocidio armenio, y cientos de estos testigos de varios países europeos (Alemania, Austria, Italia) y Estados Unidos vivieron los acontecimientos de primera mano. Estos testigos han aportado testimonios muy valorados por los historiadores como informes fiables de la tragedia. Los relatos de los testigos presenciales de diplomáticos, misioneros y otras personas no armenios proporcionan pruebas significativas sobre los acontecimientos y, en particular, sobre la naturaleza sistemática de las deportaciones y las masacres posteriores.

## Descripción general
Entre ellos, los misioneros vivieron los acontecimientos de primera mano y desempeñaron un papel decisivo en la difusión de las noticias sobre las masacres en todo el mundo. Algunos misioneros también habían proporcionado información detallada sobre los acontecimientos a jefes de Estado como Woodrow Wilson. Muchos de los misioneros brindaron ayuda clandestina y muchas veces salvaron la vida de muchos armenios.
En reacción a numerosos relatos de testigos presenciales, James Bryce y Arnold J. Toynbee recopilaron declaraciones de sobrevivientes y testigos presenciales de otros países, incluidos Alemania, Italia, Países Bajos, Suecia y Suiza, quienes de manera similar atestiguaron la masacre sistematizada de armenios inocentes por parte de las fuerzas del gobierno otomano. En 1916 publicaron El tratamiento de los armenios en el Imperio Otomano, 1915-1916. Aunque el libro ha sido criticado por los negacionistas turcos como propaganda para generar apoyo para la guerra, Bryce había presentado el trabajo a académicos para su verificación antes de su publicación. El profesor Gilbert Murray de la Universidad de Oxford Regius afirmó en ese momento que «la evidencia de estas cartas e informes resistirá cualquier escrutinio y superará cualquier escepticismo. Su autenticidad está establecida más allá de toda duda». Otros profesores, incluido Herbert Fisher de la Universidad de Sheffield y el expresidente de la  American Bar Association, Moorfield Storey, afirmaron la misma conclusión.
Otros relatos de testigos presenciales provienen de los propios supervivientes del genocidio armenio. Para finales de los años 2000 y principios de los años 2010 se informaba que sólo quedan con vida un «puñado» de supervivientes. Muchos de estos relatos fueron grabados en cinta décadas después de los hechos. Cientos de estos testimonios y relatos de testigos presenciales se incorporarán al Instituto de Historia Visual y Educación de la Fundación Shoah de la USC como parte del proyecto de investigación de archivos para el centenario del genocidio armenio.
Como afirma el historiador armenio Richard G. Hovannisian, «los relatos de los testigos presenciales de acontecimientos decisivos pueden ser tan valiosos como los despachos e informes oficiales. Es especialmente en esa versión donde el elemento humano se vuelve manifiesto, proporcionando ideas que no se encuentran en los documentos». Algunos relatos de supervivientes se han convertido en películas, como la historia de superviviente de Aurora Mardiganian en la película Ravished Armenia.

Con respecto a la importancia del testimonio de los testigos presenciales, el estudioso del genocidio Samuel Totten afirmó:
Los relatos en primera persona de las víctimas y otras personas son capaces de romper con la abrumadora masa de números al proporcionar los pensamientos, las pasiones y las voces de quienes experimentaron y/o presenciaron la terrible calamidad que ahora se conoce como genocidio. Y si bien los relatos en primera persona sirven para muchos propósitos, uno de los más significativos es el hecho de que los relatos auténticos constituyen un valioso testimonio de lo que significa estar atrapado en la vorágine de odio y salvajismo que es el genocidio.
El informe del embajador de Estados Unidos ante el Imperio otomano Henry Morgenthau (padre), es reconocido como uno de los principales testimonios del genocidio. Morgenthau publicó sus memorias sobre las masacres armenias en un libro de 1918, Ambassador Morgenthau's Story. El libro ofrece documentación detallada de los hechos y describe sus llamamientos para detener las masacres.
El relato de Morgenthau y otros libros que brindan testimonios de los eventos han sido exhibidos en todo el mundo por el Museo-Instituto del Genocidio Armenio de Ereván, Armenia, a través de exposiciones temporales.